# Fre motor
El fre motor és l'acte d'usar el moviment d'un motor de combustió interna per dissipar energia i aturar un vehicle. Aquest sistema de frenada és vital per al funcionament dels vehicles de càrrega pesant, ja que és el més efectiu sistema de transformació de l'energia cinètica en calor i soroll, sense sotmetre la màquina a grans esforços nocius.
Fou creat Clessie Cummins després de patir un accident que gairebé li costa la vida, per un reescalfament en el sistema de frenada d'un camió el qual ell conduïa.

## Disseny
La compressió de gas i de vapor necessita energia tal com indiquen les teories de la química i la física. La compressió en un motor s'obté pel moment d'inèrcia del vehicle i pel moment angular del volant d'inèrcia. Quan un conductor activa un sistema de frenada per motor, aquest últim es transforma en un compressor d'aire capaç d'absorbir l'energia cinètica provinent de les rodes del vehicle, i així reduir la velocitat sense sotmetre al sistema de frens a sobreesforços propis dels vehicles de càrrega pesada.
El frenat es produeix per la transformació de l'energia cinètica pròpia del moviment del vehicle, amb el moviment del tren motriu fins a arribar al motor on, mitjançant un artifici mecànic que transforma el motor en un compressor d'aire, es converteix aquesta energia en calor en comprimir l'aire que s'ha capturat dins del motor a la cursa d'admissió. Aquesta conversió d'energia, succeeix perquè els motors de combustió interna de quatre temps necessiten comprimir la barreja de combustible abans de la ignició, a fi d'aconseguir energia mecànica en l'expansió. Els motors dièsel són adiabàtics, no tenen bugies, i usen l'energia transmesa a l'aire durant la compressió per encendre directament la barreja quan s'injecta el combustible.;
Aquest sistema es caracteritza pel fet que consisteix d'uns solenoides de control disposats a la part superior del tren de balancins. Un cop es compleixen les condicions per a l'aplicació del fre, aquests solenoides s'electritzen, ja sigui pel mòdul de control electrònic en els motors més recents o per activació directa des de la cabina en màquines més antigues. Una vegada s'activen les vàlvules solenoides, s'activa un circuit hidràulic dissenyat per obrir parcialment les vàlvules d'escapament al final de la cursa de compressió, gastant tota l'energia necessària per comprimir l'aire dins dels cilindres, i deixant escapar un cop i un altre en cicles repetitius fins a aconseguir dissipar la força motriu gairebé del tot.